# شجرة القباقيب الخشبية (فلم)
شجرة القباقيب الخشبية (بالإيطالية: L'albero degli zoccoli) فيلم إيطالي لعام 1978 من تأليف وإخراج إرمانو أولمي. يتناول الفيلم حياة الفلاحين في مقاطعة لومبارديا الإيطالية في أواخر القرن التاسع عشر. الفيلم له بعض أوجه التشابه مع حركة الواقعية الجديدة الإيطالية، من حيث أنه يركز على حياة الفقراء. قام بتمثيل الأدوار، مزارعين حقيقيين وسكان محليين، وليس ممثلين محترفين. فاز الفيلم بأربعة عشر جائزة بما في ذلك السعفة الذهبية في مهرجان كان وجائزة سيزار لأفضل فيلم أجنبي. الحوار في النسخة الأصلية للفيلم بلغة لومبارديا.

## طاقم التمثيل
لويجي أورناجي: في دور باتيستو
فرانشيسكا موريجي: في دور باتيستينا
عمر برينيولي: في دور مينيك
أنطونيو فيراري: في دور توني
تيريزا بريسيانيني: في دور أرملة رنك
جوزيبي بريجنولي: في دور أنسيلمو
كارلو روتا: في دور بيبينو
باسكوالينا بروليس: في دور تيريسينا
ماسيمو فراتوس: في دور بيرينو
فرانشيسكا فيلا: في دور أنيتا
ماريا جراتسيا كارولي: في دور بيتينا
باتيستا تريفيني: في دور ذا فينارد
جوزيبينا لانجاليلي: في دور زوجة فيناردا
لورنزو بيدروني: في دور الجد فينارد
فيليس سيرفي: في دور يسلي

## أحداث الفيلم
أربع عائلات من الفلاحين الفقراء، تعمل في مزارع لنفس المالك بمقاطعة لومبارديا الإيطالية في منطقة بيرجامو عام 1898، وعلى مدار العام، يولد الأطفال، وتزرع المحاصيل، وتذبح الماشية، ويتزوج الأزواج، ويتم تبادل القصص والصلاة في مزرعة العائلات المشتركة. ينظر الفلاحون إلى التيارات الخفية للثورة ولكن يتجاهلوها إلى حد كبير، ويشهدوا إعتقال السجناء السياسيين. عندما يحل الربيع، يقوم أب من إحدى العائلات الأربع بقطع شجرة لصنع قباقيب التي يستخدمها إبنه للسير إلى المدرسة، لكن مالك الأرض يكتشف ذلك ويغضب، ويجبر الأسرة على مغادرة أرضه. تراقبهم العائلات الأخرى وهم يرحلون ويصلون من أجلهم وهم يعترفون بوجودهم الهش.